# Ovidiu Cernăuțeanu
Ovidiu Cernăuțeanu (prononcé [oˈvidju t͡ʃernəut͡se̯anu]), ayant parfois pour nom de scène « Ovi Martin », ou simplement « Ovi », est un chanteur roumain vivant en Norvège, né le 23 août 1974 à Botoșani. 
Le 6 mars 2010, il a été choisi lors d'une finale nationale pour représenter la Roumanie au Concours Eurovision de la chanson en 2010 avec la chanson Playing with fire (Jouer avec le feu) en duo avec la chanteuse roumaine Paula Seling. Le duo termina la compétition à la 3e place.
Ovi a, le 1er mars 2014, été sélectionnée pour représenter une deuxième fois la Roumanie à l'Eurovision pour l'édition 2014, de nouveau avec Paula Seling. Ils concourrèrent lors de la deuxième demi-finale, le jeudi 8 mai 2014 avec leur chanson Miracle et se qualifièrent pour la grande finale du 10 mai où ils atteignirent la 12e place avec 72 points.